# FK Pelikán Děčín
FK Pelikán Děčín – czeski klub piłkarski z siedzibą w mieście Děčín, działający w latach 1921–1998, grający niegdyś w drugiej lidze czechosłowackiej.

## Historia
Klub został założony w 1921 roku. W latach 1958–1966, 1971-1973 i 1976-1981 występował w rozgrywkach drugiej ligi czechosłowackiej. Po rozpadzie Czechosłowacji grał przez sezon 1993/1994 w czwartej lidze czeskiej. W latach 1994–1998 występował trzeciej lidze. W 1998 roku klub został rozwiązany z powodu problemów finansowych.

## Historyczne nazwy
- 1921 – SK Podmokly (Sportovní klub Podmokly)
- 1945 – I. ČSK Podmokly (I. Český sportovní klub Podmokly)
- 1946 – SK Poštovní Podmokly (Sportovní klub Poštovní Podmokly)
- 1947 – Sociakol Podmokly
- 1949 – Sokol Sociakol Podmokly
- 1949 – ZSJ Kovostroj Děčín (Závodní sokolská jednota Kovostroj Děčín)
- 1953 – DSO Baník Děčín (Dobrovolná sportovní organizace Baník Děčín)
- 1957 – fuzja z DSO Spartak Karna Děčín, w wyniku czego powstał TJ Baník Děčín (Tělovýchovná jednota Baník Děčín)
- 1958 – TJ Kovostroj Děčín (Tělovýchovná jednota Kovostroj Děčín)
- 1992 – TJ Kovostroj Pelikán Děčín (Tělovýchovná jednota Kovostroj Pelikán Děčín)
- 1993 – FK Pelikán Děčín (Fotbalový klub Pelikán Děčín)

## Stadion
Domowe mecze klub rozgrywał na stadionie o nazwie Městský fotbalový stadion, położonym w mieście Děčín. Stadion mógł pomieścić 3 tys. widzów.